# Laoni Bertrada frank királyné
Laoni Bertrada (vagy Bertha) (725 körül – 783. július 12.) III. Kis Pipin frank király felesége volt. Laonban, a mai Aisne-ben született Laoni Caribert és Cologne-i Bertha lányaként. 740-ben ment hozzá Pipinhez. Két fiuk és egy lányuk érte meg a felnőttkort: Károly, Karlmann és Gisela. Károly és Karlmann örökölték apjuktól a Frank Birodalom két felét, Gisela pedig zárdába vonult.
Nagylábú Berta néven Nagy Károly mondakörében Charibert laoni grófnak vagy valamely magyar királynak leánya, Kis Pipin neje. Franciaországba való utazásakor gonosz kisérője a megvesztegetett szolgáknak adja át, megöletés végett, saját leányát pedig összeházasítja Pipinnel. A király egy vadászat alkalmával fölfedezi a valódi Bertát és nőül veszi. E házasságból született Nagy Károly.
Bertrada Pipin halála után Károly udvarában élt. Károly életrajzírója, Einhard, szerint a kapcsolatuk kitűnő volt. Ő szervezte meg fia második házasságát Gerpergával, Desiderius longobárd király lányával. Einhard szerint ez volt az egyetlen erőltetett eset anya és fia között. 783-as haláláig Károly udvarában élt, aki halála után a Saint-Denis-székesegyházba temettette el.